# 人間国宝美術館
人間国宝美術館（にんげんこくほうびじゅつかん、英語表記：LIVING NATIONAL TREASURE MUSEUM）は、神奈川県足柄下郡湯河原町にある、陶芸・人形・漆芸・金工・染織作品などを中心とした美術館である。人間国宝の作品で抹茶を飲むことができるサービスも行っている。

## 歴史
- 2007年 - 開館。
- 2012年 - 出張美術館を実施。
- 2015年 - アートオリンピアを実施。
- 2017年 - 開館十周年。岡山県備前市に姉妹美術館であるFAN美術館が開館。[2]

## 主な収蔵作家
- 荒川豊蔵
- 濱田庄司[3]
- 十四代酒井田柿右衛門
- 北大路魯山人
- 平田郷陽
- 堀柳女
- 鹿児島壽蔵
- 野口園生
- 黒田辰秋
- 横山大観
- 伊東深水
- 梅原龍三郎
- ジョルジュ・ルオー
- エミール・ガレ

## 出張美術館
平成24年より実施。地域の学校や公民館などの公共施設に所蔵する美術品を持ち込み、展示や公開をする。

## アートオリンピア
アーティストの支援事業として、平成27年より実施している国際公募展。東京・ニューヨーク・パリに募集拠点を設け、作品を募集。受賞上位作品は収蔵される。

## 利用案内
- 最寄駅
  - 東海道線湯河原駅より徒歩15分
- 開館時間
  - 9:30～17:00
  - 年中無休、入館は閉館30分前まで可能
- 入館料（抹茶、菓子付）
  - 大人1000円
  - 小中高生200円